# Supercoupe de Russie de football 2021
La Supercoupe de Russie de 2021 est la dix-neuvième édition de la Supercoupe de Russie. Ce match de football prend place le 17 juillet 2021 à l'Arena Baltika de Kaliningrad.
Elle oppose l'équipe du Zénith Saint-Pétersbourg, championne de Russie en 2020-2021, à celle du Lokomotiv Moscou, vainqueur pour sa part de la Coupe de Russie. Les deux équipes disputent à cette occasion leur neuvième Supercoupe, dont la cinquième d'affilée pour le Lokomotiv depuis l'édition 2017.
C'est la cinquième fois que ces deux équipes se rencontrent dans le cadre de cette compétition, et ce pour la troisième année consécutive. Lors des quatre confrontations précédentes, le Zénith l'a emporté à trois reprises en 2008, 2015 et 2020 tandis que le Lokomotiv ne s'est imposé qu'une fois en 2019.
Au cours d'une première mi-temps dominée par les Pétersbourgeois, ce sont eux qui ouvrent la marque peu avant la demi-heure de jeu, Daler Kouziaïev profitant alors d'une erreur de relance de la défense moscovite pour donner l'avantage aux siens à la pause. Le Lokomotiv tente par la suite de réagir, se procurant quelques occasions nettes, mais finit par céder à la 57e minute lorsque Sardar Azmoun, lancé par Wandel, achève une contre-attaque pour porter le score à 2-0. En fin de match, Artyom Dziouba et Aleksandr Yerokhine profitent cette fois d'un mauvais contrôle du gardien moscovite Guilherme qui permet à ce dernier d'inscrire un troisième but et de parachever la victoire du Zénith, qui remporte ainsi sa sixième Supercoupe, la deuxième d'affilée.

## Feuille de match
| ·             |    |                         |     |
| Titulaires :  |    |                         |     |
|               |    |                         |     |
| G             | 41 | 0 Mikhaïl Kerjakov      |     |
| DG            | 3  | 0 Douglas Santos        |     |
| DC            | 44 | 0 Yaroslav Rakitskiy    | 86e |
| DC            | 2  | 0 Dmitri Chistiakov     |     |
| DD            | 15 | 0 Viatcheslav Karavaïev |     |
| MG            | 10 | 0 Malcom                |     |
| MC            | 14 | 0 Daler Kouziaïev       | 82e |
| MC            | 27 | 0 Magomed Ozdoïev       |     |
| MD            | 8  | 0 Wendel                | 60e |
| AC            | 11 | 0 Sebastián Driussi     | 82e |
| AC            | 7  | 0 Sardar Azmoun         | 60e |
|               |    |                         |     |
| Remplaçants : |    |                         |     |
| AiD           | 17 | 0 Andreï Mostovoï       | 60e |
| AC            | 22 | 0 Artyom Dziouba        | 60e |
| MO            | 21 | 0 Aleksandr Yerokhine   | 82e |
| MC            | 64 | 0 Kirill Kravtsov       | 82e |
| DC            | 6  | 0 Dejan Lovren          | 86e |
|               |    |                         |     |
| Entraîneur :  |    |                         |     |
| Sergueï Semak |    |                         |     |

| ·             |    |                       |     |
| Titulaires :  |    |                       |     |
|               |    |                       |     |
| G             | 1  | 0 Guilherme Marinato  |     |
| DG            | 31 | 0 Maciej Rybus        |     |
| DC            | 3  | 0 Pablo               |     |
| DC            | 27 | 0 Murilo              |     |
| DD            | 45 | 0 Aleksandr Silianov  | 60e |
| MdC           | 6  | 0 Dmitri Barinov      | 81e |
| MG            | 7  | 0 Grzegorz Krychowiak | 72e |
| MD            | 69 | 0 Daniil Koulikov     |     |
| MO            | 17 | 0 Rifat Jemaletdinov  | 60e |
| AC            | 25 | 0 François Kamano     |     |
| AC            | 9  | 0 Fiodor Smolov       | 72e |
|               |    |                       |     |
| Remplaçants : |    |                       |     |
| MC            | 75 | 0 Sergueï Babkine     | 60e |
| DD            | 94 | 0 Dmitri Rybtchinski  | 60e |
| DD            | 2  | 0 Dmitri Jivogliadov  | 72e |
| MO            | 11 | 0 Anton Mirantchouk   | 72e |
| AC            | 88 | 0 Vitali Lisakovitch  | 81e |
|               |    |                       |     |
| Entraîneur :  |    |                       |     |
| Marko Nikolić |    |                       |     |

| ·             |    |                         |     |
| Titulaires :  |    |                         |     |
|               |    |                         |     |
| G             | 41 | 0 Mikhaïl Kerjakov      |     |
| DG            | 3  | 0 Douglas Santos        |     |
| DC            | 44 | 0 Yaroslav Rakitskiy    | 86e |
| DC            | 2  | 0 Dmitri Chistiakov     |     |
| DD            | 15 | 0 Viatcheslav Karavaïev |     |
| MG            | 10 | 0 Malcom                |     |
| MC            | 14 | 0 Daler Kouziaïev       | 82e |
| MC            | 27 | 0 Magomed Ozdoïev       |     |
| MD            | 8  | 0 Wendel                | 60e |
| AC            | 11 | 0 Sebastián Driussi     | 82e |
| AC            | 7  | 0 Sardar Azmoun         | 60e |
|               |    |                         |     |
| Remplaçants : |    |                         |     |
| AiD           | 17 | 0 Andreï Mostovoï       | 60e |
| AC            | 22 | 0 Artyom Dziouba        | 60e |
| MO            | 21 | 0 Aleksandr Yerokhine   | 82e |
| MC            | 64 | 0 Kirill Kravtsov       | 82e |
| DC            | 6  | 0 Dejan Lovren          | 86e |
|               |    |                         |     |
| Entraîneur :  |    |                         |     |
| Sergueï Semak |    |                         |     |

| ·             |    |                       |     |
| Titulaires :  |    |                       |     |
|               |    |                       |     |
| G             | 1  | 0 Guilherme Marinato  |     |
| DG            | 31 | 0 Maciej Rybus        |     |
| DC            | 3  | 0 Pablo               |     |
| DC            | 27 | 0 Murilo              |     |
| DD            | 45 | 0 Aleksandr Silianov  | 60e |
| MdC           | 6  | 0 Dmitri Barinov      | 81e |
| MG            | 7  | 0 Grzegorz Krychowiak | 72e |
| MD            | 69 | 0 Daniil Koulikov     |     |
| MO            | 17 | 0 Rifat Jemaletdinov  | 60e |
| AC            | 25 | 0 François Kamano     |     |
| AC            | 9  | 0 Fiodor Smolov       | 72e |
|               |    |                       |     |
| Remplaçants : |    |                       |     |
| MC            | 75 | 0 Sergueï Babkine     | 60e |
| DD            | 94 | 0 Dmitri Rybtchinski  | 60e |
| DD            | 2  | 0 Dmitri Jivogliadov  | 72e |
| MO            | 11 | 0 Anton Mirantchouk   | 72e |
| AC            | 88 | 0 Vitali Lisakovitch  | 81e |
|               |    |                       |     |
| Entraîneur :  |    |                       |     |
| Marko Nikolić |    |                       |     |

### Statistiques
| Statistique    | Zénith | Lokomotiv |
| -------------- | ------ | --------- |
| Buts marqués   | 3      | 0         |
| Tirs           | 16     | 18        |
| Tirs cadrés    | 5      | 2         |
| Possession     | 44%    | 56%       |
| Corners        | 6      | 9         |
| Fautes         | 6      | 8         |
| Hors-jeux      | 2      | 3         |
| Cartons jaunes | 2      | 1         |
| Cartons rouges | 0      | 0         |